# 边昭镇
边昭镇，是中华人民共和国吉林省白城市通榆县下辖的一个乡镇级行政单位。

## 行政区划
边昭镇下辖以下地区：
边昭社区、边昭村、靠山村、西战村、铁西村、腰围子村、宝龙岱村、哈拉道村、佟家店村、天宝村和五井子村。